# Cathryn Damon
Pour les articles homonymes, voir Damon.
Cathryn Damon, née le 11 septembre 1930 à Seattle (Washington, États-Unis), et morte le 4 mai 1987 à Los Angeles, (Californie, États-Unis), est une actrice américaine.
En 1980, elle reçoit le Primetime Emmy Award de la meilleure actrice dans une série télévisée comique pour son rôle de Mary Campbell dans Soap.

## Biographie
Née à Seattle, elle est élevée à Tacoma et obtient son diplôme du Stadium High School (en).
Cathryn Damon fait ses débuts à Broadway en 1954 en tant que danseuse dans la comédie musicale By the Beautiul Sea mais son premier grand rôle est celui de Jenny Stone dans la production de 1962 de A Family Affair. Elle apparaît également dans The Vamp (1955), Shinbone Alley (1957), Foxy (1964), Flora, the Red Menace (1965), UTBU (1966), Come Summer (1969), Last of the Red Hot Lovers (1970), Watercolor & Criss-Crossing (1970), Sweet Bird of Youth (1975-1976), The Cherry Orchard (1977) et enfin, Passion en 1983.
Après plusieurs années sur les planches, elle se tourne vers la télévision et obtient un des rôles principaux de la série Soap de 1977 à 1981. Pour ce rôle, elle reçoit trois nominations au Primetime Emmy Award de la meilleure actrice dans une série télévisée comique, récompense qu'elle gagne en 1980. Très controversée, la série d'ABC a reçu près de 32 000 lettres de protestations avant même le début de sa diffusion. En 2010, le producteur Tony Thomas avoue que « Cathryn Damon était brillante. Beaucoup de gens ne le savent pas, mais on a refait le casting pour pouvoir l'avoir. » et qu'elle était la troisième actrice choisie pour ce rôle.
Au cours de sa carrière à la télévision, on a pu la voir dans Matlock, Mike Hammer ou encore Arabesque.
Elle meurt d'un cancer des ovaires au centre médical Cedars-Sinaï de Los Angeles le 4 mai 1987 à l'âge de 56 ans. Elle est inhumée à Lake Forest Park dans l'État de Washington.

## Filmographie
- 1957 : Producer's Showcase : danseuse (saison 3, épisode 5)
- 1963 : Calamity Jane d'Ernest Flatt (en) : Adelaide Adams (télélfilm)
- 1977 : Blansky's Beauties : Rose (saison 1, épisode 13)
- 1977 : Rafferty : Grace Gampton (saison 1, épisode 10)
- 1979 : Friendships, Secrets and Lies de Marlene Laird et Ann Zane Shanks : Martha (téléfilm)
- 1980 : Getting There de John Astin : Mary (téléfilm)
- 1980 : How to Beat the High Cost of Living de Robert Scheerer : Natalie (téléfilm)
- 1981 : Midnight Offerings de Rod Holcomb : Diane Sotherland (téléfilm)
- 1977-1981 : Soap : Mary Campbell (83 épisodes)
- 1981 : The First Time de Charlie Loventhal : Gloria (téléfilm)
- 1982 : Not in Front of the Children de Joseph Hardy  Sheila (téléfilm)
- 1983 : L'Île fantastique : Baronne LaRue (saison 6, épisode 13)
- 1983 : Who Will Love My Children? de John Erman : Hazel Anderson (téléfilm)
- 1978-1983 : La croisière s'amuse : Joan / Charlotte (2 épisodes)
- 1984 : Simon et Simon : Kate Franklin (saison 3, épisode 14)
- 1984 : Arabesque : Morgana Cramer (saison 1, épisode 4)
- 1987 : Matlock : Victoria Edwards (saison 1, épisode 13)
- 1987 : Mike Hammer : Aunt Dorothy Putnam (saison 3, épisode 14)
- 1984-1987 : Webster : Cassie Parker (50 épisodes)
- 1988 : La Vie en plus de John Hughes : Gayle Bainbridge

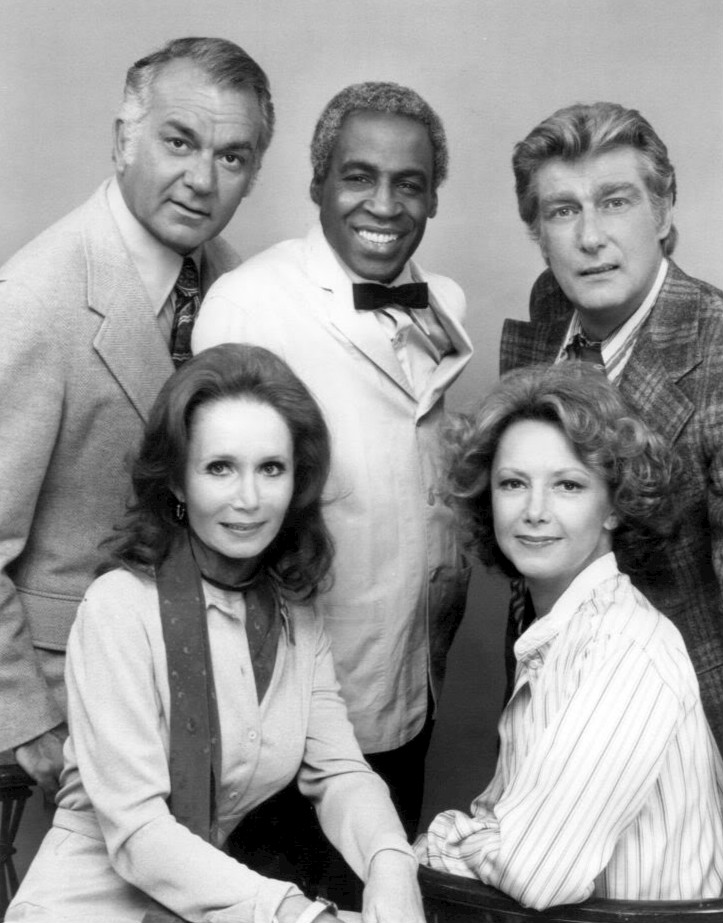
Le casting de Soap. Au second rang, de gauche à droite : Robert Mandan, Robert Guillaume, Richard Mulligan. Au premier rang, de gauche à droite : Katherine Helmond et Cathryn Damon

## Distinctions

### Récompenses
- 1980 : Primetime Emmy Award de la meilleure actrice dans une série télévisée comique pour Soap.

### Nominations
- 1978 : Primetime Emmy Award de la meilleure actrice dans une série télévisée comique pour Soap.
- 1981 : Primetime Emmy Award de la meilleure actrice dans une série télévisée comique pour Soap.